# 詹姆斯·杜南
詹姆斯·阿洛伊修斯·杜南 SJ（1841年11月8日—1911年4月12日）是美国天主教神父兼耶稣会士，1882至1888年任乔治城大学第30任校长。乔治城大学医学院新大楼在他任内建成，加斯顿礼堂由他起名。杜南曾购买两门历史悠久的大炮放在希利堂门前，乔治城大学财务状况在他任职期间显著改善，希利堂建设产生的沉重债务大幅减少。
杜南曾在乔治城大学和伍德斯托克学院就读，后在馬里蘭羅耀拉大學与波士顿学院任教。晚年的杜南在波士顿学院、費城圣约瑟夫学院、纽约圣方济·沙勿略学院和美国天主教暑期学校教书并担任神职。

## 早年经历
1841年11月8日，詹姆斯·阿洛伊修斯·杜南在乔治亚治奥古斯塔的富裕家庭出生，母亲艾伦·杜南（Ellen Doonan）本姓巴里（Barry），父亲特伦斯·杜南（Terrence Doonan）是工程师兼铁路官员，还是亚特兰大早期天主教徒。当地神父委托特伦斯保存教区记录直到委任牧师接手，亚特兰大第一次天主教洗禮便在他家中举办。
1853年，杜南进入华盛顿哥伦比亚特区乔治城大学就读，又于1857年7月在马里兰州弗雷德里克开始耶稣会士见习期。他的哥哥约翰（John）也当上耶稣会牧师。杜南四年后学完古典课程，学习期间还是学员队长。南北战争期间，他从1861年开始在巴爾的摩洛约拉学院任教三年。据称，杜南经常讲述他在巴尔的摩主持大弥撒时的经历，当时联邦军逼近的消息传来，部分教众离场准备拿起武器战斗。杜南坚定支持南方邦联，但在联邦军强迫下却不得不拿起武器充当数小时的哨兵，令他备感屈辱。
1864年，杜南前往波士顿学院任教三年，随后返回哥伦比亚特区，在乔治城大学深造哲学。1868年他暂停学业在校任教一年，然后在新成立的伍德斯托克学院研究哲学和神学。杜南执掌学院合唱团，并以小提琴与男低音嗓音著称。1874年，詹姆斯·吉本斯（James Gibbons）晋铎他为神父，负责天主教里士满教区，杜南1875年在伍德斯托克学院完成学业。

## 乔治城大学
1874年，杜南出任乔治城大学诗歌教授。1875年他前往弗雷德里克，1877年又返回乔治城大学担任修辞学教授，还曾任副校长和研究教长。

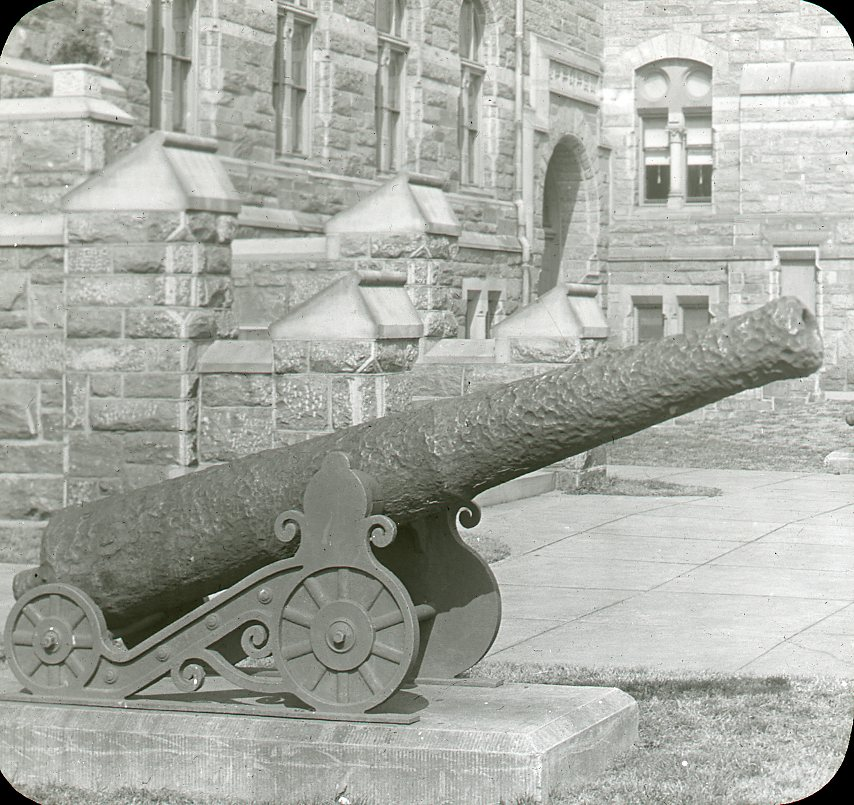
希利堂外的大炮

帕特里克·弗朗西斯·希利因身体不佳辞职，杜南1882年1月27日开始担任副校长并代理校长职务，8月17日转正。此时学校面临巨债，入学人数很少，而且缺乏赞助。希利担任校长期间筹得的捐款在杜南接手后继续注入，后者还把大学在西北区滕利镇（Tenleytown）拥有的别墅和格洛弗公园（Glover Park）附近的农场转卖，偿还大学欠债超过30万美元，这些债务大部分是因建筑希利堂所欠。杜南借鉴希利担任校长期间向校友募捐的做法，并且更加努力，赢得耶稣会省级会长托马斯·坎贝尔（Thomas J. Campbell）称赞。杜南离任时，乔治城大学的债务已大幅减少。1882年杜南在毕业典礼上颁发文凭，这也是乔治城大学取得联邦特许后首度颁发文凭。
杜南连续多年推动组织大学百年校庆活动，最后在1889年2月的正式庆典落实。为此他早在1885年就用50美元从马里兰州圣玛丽斯县圣伊尼戈斯（St. Inigoes）买来两门大炮，据称这些炮是“方舟号”（Ark）带到北美洲，“方舟号”与“鸽号”（Dove）还将首批欧洲移民带到马里兰省。1634年，巴尔的摩勋爵前往今圣玛丽斯县探险时就带着这两门炮。1888年11月1日，杜南将两门炮放在希利堂门前。他还提议希利堂的主礼党将来建成后以乔治城学院首位学子威廉·加斯顿命名为加斯顿礼堂。
杜南担任校长期间，乔治城大学医学院建设新大楼，由保罗·佩尔兹（Paul J. Pelz）设计，1886年夏在第十街和E大街路口竖立。第二年，美國天主教大學在哥伦比亚特区成立，该校创始人与乔治城大学的耶稣会士为此关系非常紧张。为缓解矛盾，该校首任校长约翰·基恩神父向杜南提议买下乔治城大学，结果可想而知。
1888年8月中旬，耶稣会省级会长派杜南前往纽约，校长位置由哈文斯·理查兹接手。

## 晚年

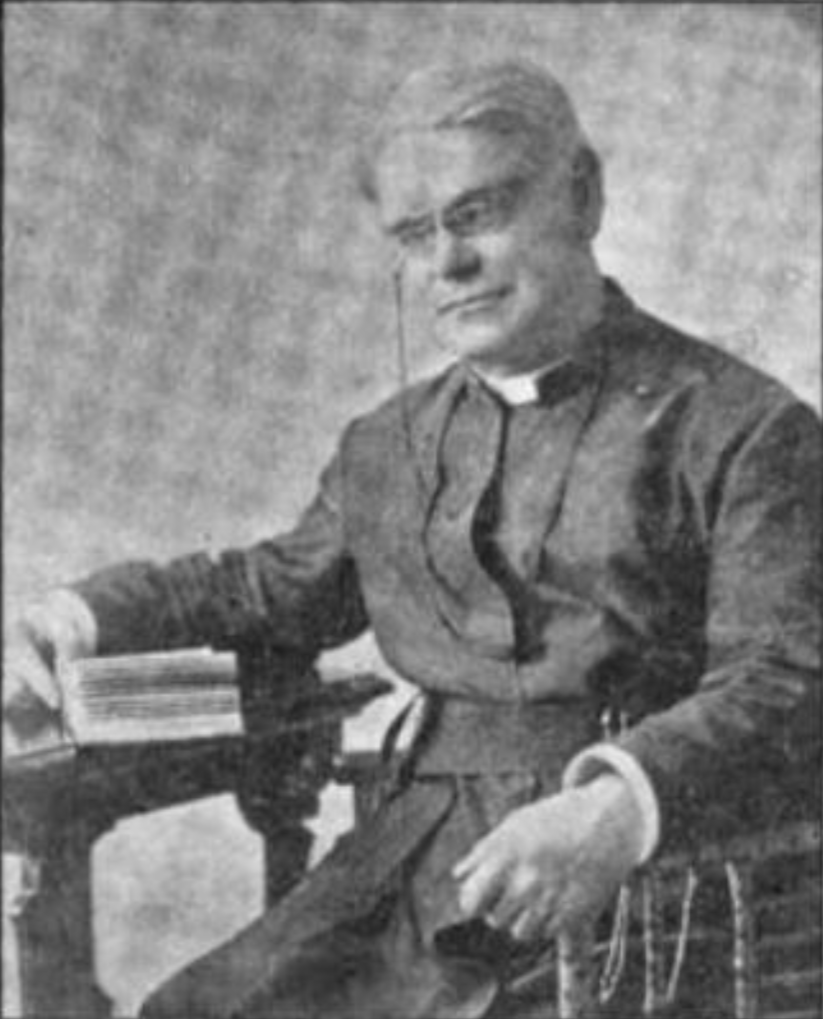
人到晚年的杜南

杜南抵达纽约后先在圣方济·沙勿略学院教一年哲学，再到密歇根州底特律停留一年。1891年他前往波士顿学院，随后又到费城圣约瑟夫学院工作至1896年。他在圣约瑟夫学院期间曾担任随行神职人员。他还曾在美国天主教暑期学校讲学，课程包括心理学和教育学。此时杜南因视力下降不能再积极参与神职工作，他担心日后会彻底失明，于是到法国露德圣母朝圣地朝聖，不过他的担心始终没有变成现实。
杜南返回费城后因中風局部瘫痪。1897年，他在圣伯纳德神学院为罗切斯特教区神父主持年度退修會。1902年，他受命接替布尔加德·维利格（Burchard Villiger），担任费城圣约瑟夫学院和耶稣堂耶稣会社区属灵指引。1906年，他最后一次回到乔治城大学度完余生。身体不佳的杜南坚持每天做弥撒直到去世前一周。1911年4月12日，詹姆斯·阿洛伊修斯·杜南在乔治城大学与世长辞，享年69岁，遗体葬在学校的耶稣会社区公墓。

## 脚注
1. 1 2 3 4  Shea & 1891，第285页
2. 1 2  DeLorme 2011.
3. 1 2 3  Woodstock Letters & 1911，第374页
4. ↑  Woodstock Letters & 1911，第373–374页
5. ↑  Easby-Smith & 1907，第154页
6. ↑  Woodstock Letters & 1916，第80页
7. ↑  Woodstock Letters & 1916，第74页
8. 1 2 3  Easby-Smith & 1907，第155页
9. 1 2  Curran & 1990，第2页
10. ↑  Dwulet 2009.
11. ↑  Shea & 1891，第307页
12. 1 2  Curran & 1990，第3页
13. ↑  Shea & 1891，第286页
14. 1 2  Shea & 1891，第305页
15. ↑  Fact or Fiction.
16. ↑  Easby-Smith & 1907，第148页
17. ↑  Shea & 1891，第300页
18. ↑  Gorman & 1991，第15页
19. ↑  Gorman & 1991，第25页
20. ↑  Gorman & 1991，第16页
21. 1 2 3 4  Woodstock Letters & 1911，第375页
22. ↑  Official Catholic Directory, Almanac and Clergy List & 1905，第144页
23. ↑  Mosher & 1899，第195页
24. ↑  Mosher & 1899，第183页
25. ↑  News and Notes，第234页
26. ↑  Ecclesiastical Items.
27. ↑  Woodstock Letters & 1911，第376页
28. ↑  Maryland-New York Province & 1912，第70页